# Oecobiidae
Oecobiidae é uma família de aranhas araneomorfas, parte da superfamília Eresoidea, que integra espécies caracterizadas pelo seu pequeno tamanho corporal, em geral cerca de 2 mm. Algumas espécies constroem pequenas teias em lugares abrigados, incluindo o interior de habitações, correndo rapidamente quando molestadas. Os dois primeiros pares de pernas estão voltados para trás.

## Sistemática
A família Oecobiidae integra cerca de 110 espécies distribuídas por 6 géneros, sendo o género Oecobius o mais diverso, com 74 espécies:
- Oecobius Lucas, 1846 (cosmopolita)
- Paroecobius Lamoral, 1981 (África)
- Platoecobius Chamberlin & Ivie, 1935 (EUA)
- Uroctea Dufour, 1820 (Mediterrâneo, África, Ásia)
- Urocteana Roewer, 1961 (Senegal)
- Uroecobius Kullmann & Zimmermann, 1976 (África do Sul)